# Monóculo

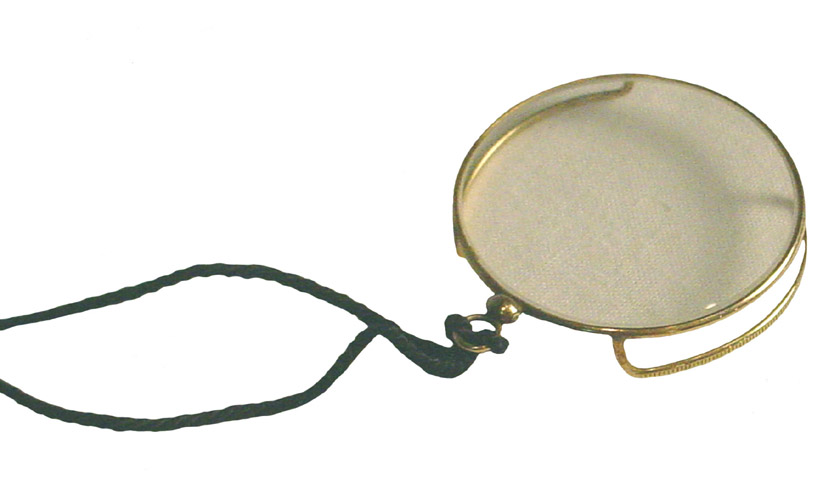
Monóculo

Monóculo é um tipo de lente corretiva utilizados para corrigir a visão em apenas um olho. É constituída por uma lente circular, geralmente com um fio ao redor da circunferência do anel que pode ser associado a uma corda. A outra extremidade da corda é então ligada ao vestuário em uso para evitar a perda do monóculo.A origem da palavra vem do grego: mónos, único e do Latim: oculu, olho.
Não se sabe ao certo a real data em que o monóculo foi criado, pois é uma invenção bem antiga e pouco utilizada devido ao fato de que é pequeno o número de pessoas com miopia em um globo ocular, mas estima-se que foi entre o século XVIII e XIX. Um monge chamado Roger Bacon, que viveu aproximadamente entre 1214 e 1294, (século XIII), na obra mais científica elaborada na época Opus majus referente as leis da refração e reflexão da luz e descreve o uso de lentes para corrigir os defeitos de visão. Essas lentes foram usadas durante vários séculos, inicialmente pelos monges copistas ou tradutores. O mais próximo que se conhece dos óculos de Bacon, é de um parente dos óculos atuais que encontra-se num fresco em Treviso, representando um desses elementos do clero Tommaso da Modena, em 1352.